# Ластово (општина)
Ластово је насељено место и седиште општине на острву Ластову, Дубровачко-неретванска жупанија, Република Хрватска.

## Историја
До територијалне реорганизације у Хрватској налазило се у саставу старе општине Ластово.

## Становништво
На попису становништва 2011. године, општина Ластово је имала 792 становника, од чега у самом Ластову 350.

### Општина Ластово
| Број становника по пописима | Број становника по пописима | Број становника по пописима | Број становника по пописима | Број становника по пописима | Број становника по пописима | Број становника по пописима | Број становника по пописима | Број становника по пописима | Број становника по пописима | Број становника по пописима | Број становника по пописима | Број становника по пописима | Број становника по пописима | Број становника по пописима | Број становника по пописима |
| --------------------------- | --------------------------- | --------------------------- | --------------------------- | --------------------------- | --------------------------- | --------------------------- | --------------------------- | --------------------------- | --------------------------- | --------------------------- | --------------------------- | --------------------------- | --------------------------- | --------------------------- | --------------------------- |
| 1857                        | 1869                        | 1880                        | 1890                        | 1900                        | 1910                        | 1921                        | 1931                        | 1948                        | 1953                        | 1961                        | 1971                        | 1981                        | 1991                        | 2001                        | 2011                        |
| 1.148                       | 1.042                       | 1.050                       | 1.226                       | 1.384                       | 1.417                       | 1.558                       | 1.700                       | 1.738                       | 1.721                       | 1.449                       | 1.210                       | 962                         | 1.221                       | 835                         | 792                         |

Напомена: Настала из старе општине Ластово.

### Ластово (насељено место)
| Број становника по пописима | Број становника по пописима | Број становника по пописима | Број становника по пописима | Број становника по пописима | Број становника по пописима | Број становника по пописима | Број становника по пописима | Број становника по пописима | Број становника по пописима | Број становника по пописима | Број становника по пописима | Број становника по пописима | Број становника по пописима | Број становника по пописима | Број становника по пописима |
| --------------------------- | --------------------------- | --------------------------- | --------------------------- | --------------------------- | --------------------------- | --------------------------- | --------------------------- | --------------------------- | --------------------------- | --------------------------- | --------------------------- | --------------------------- | --------------------------- | --------------------------- | --------------------------- |
| 1857                        | 1869                        | 1880                        | 1890                        | 1900                        | 1910                        | 1921                        | 1931                        | 1948                        | 1953                        | 1961                        | 1971                        | 1981                        | 1991                        | 2001                        | 2011                        |
| 1.148                       | 1.042                       | 1.033                       | 1.226                       | 1.384                       | 1.388                       | 1.558                       | 1.622                       | 1.562                       | 1.406                       | 1.238                       | 984                         | 621                         | 734                         | 451                         | 350                         |

Напомена: У 1991. смањено издвајањем дела подручја насеља у самостално насеље Заклопатица. У 1921. садржи податке за насеља Пасадур и Убле, а у 1921. и 1931. за насеље Скривена Лука. У 1961. и 1971. садржи податке за насеље Заклопатица.

### Попис1991.
На попису становништва 1991. године, насељено место Ластово је имало 734 становника, следећег националног састава:
| Попис 1991.‍  | Попис 1991.‍  | Попис 1991.‍ | Попис 1991.‍ | Попис 1991.‍ |
| ------------ | ------------ | ----------- | ----------- | ----------- |
|              |              |             |             |             |
| Хрвати       | Хрвати       |             | 688         | 93,73%      |
| Југословени  | Југословени  |             | 8           | 1,08%       |
| Муслимани    | Муслимани    |             | 4           | 0,54%       |
| Срби         | Срби         |             | 4           | 0,54%       |
| Италијани    | Италијани    |             | 2           | 0,27%       |
| Македонци    | Македонци    |             | 1           | 0,13%       |
| остали       | остали       |             | 5           | 0,68%       |
| неопредељени | неопредељени |             | 12          | 1,63%       |
| регион. опр. | регион. опр. |             | 5           | 0,68%       |
| непознато    | непознато    |             | 5           | 0,68%       |
| укупно: 734  |              |             |             |             |

## Атракције
Крај Кнежевог двора се налази Црква св. Ивана Крститеља саграђена у 14. веку. Градњу је започео 1340. свештеник Андрија Шкрињић, а завршена је 1418. У лунети изнад улазних врата налази се текст о градњи цркве и грб свештеника Влахановића који је завршио градњу. Дуга је 15, а широка 7 м. У унутрашњости цркве на олтару налази се свечева слика из 1515, а на плафону барокне композиције и библијска тема. Црква је служила као капела ластовског кнеза и у њој се до 1864. говорила миса. После јој је скинута посвета и претворена је у црквено складиште. Црква је данас рестаурирана и носи романичко-готске стилске карактеристике у складу са временом градње.
Жупна црква св. Кузме и Дамјана је саграђена на темељима старије цркве. Помиње се почетком 14. века. Тробродна црква је резултат две грађевинске фазе. Централна лађа је из друге половине 15. века, а бочне лађе су дограђене у 16. и 17. веку. Тај захват проширења очитује се на фасади цркве која има три одвојена крова и бочна зида укруњена са три звоника у облику раставића. Они су подигнути у 18. веку у духу готике. Централни део цркве су радили хрватски мајстори. Међу њима је најважнију улогу имао мајстор Радосан који је под сводом цркве 1473. уклесао натпис RADOSAN FECIT MCCCCLXXIII MADII. Уз апсиду цркве је приграђена 1545. сакристија, а неоготички звоник завршен је тек 1942. године. Изграђен је од ластовског камена. У приземљу звоника узидана је надгробна плоча Антуна Ластовца, једног од ластовских капелана из 15. века. Пред црквом је 1310. потписан ластовски Статут. Унутрашњост цркве испуњена је богатством каменог намештаја, слика и предмета. У трезору цркве чувају се сребрни и позлаћени готичко-ренесансни, барокни и рококо путири, показнице, кандила, свећњаци и опходни крстови и уникатне уметнине попут готичко-ренесансног калежа са преласка 15./16. в., јединог сачуваног дела Павка Антојевића на Ластову. Међу уметнинама се посебно истиче ренесансна посуда за благословлену воду коју је дао салити Добре Добричевић.
Црква св. Јосип а из 1635. једноставна је ренесансна квадратна грађевина која има фасаду са два пенђера. Кип св. Јосипа налази се на волту сред бочних врата, а изнад њега је ружа округлог прозора и једноструки раставић за звоно. Саграђена је делом милодара рибарских дружина и доприносом породица Павловић и Фулмизи. Главни олтар из 1773. је саградио корчулански каменорезац Бернард Буар. На олтару се налази уљана слика Свете Обитељи коју је дао поставити бенефицијат дон Вицко Фулмиси. Црквица је приликом преуређења Долца (1930.-1933) аутентично пресложена на данашње место.
Мала црква св. Марије на Грзи је саграђена 1442. године поклоном свештеника Марина Влахановића који је тестаментом оставио средства да би се саградила мала црква посвећена Богородици. Црква је готичког стила са понеком романичком стилском реминисценцијом. Влахановићев грб, љиљанов цвет између два коса појаса и две осмокраке звезде, и текст о градњи утиснут је у лунети изнад улазних врата цркве чија мала фасада завршава са три готичка отвора малог тродуплог раставића. У барокно време ову су цркву звали и Госпа од Снега. У цркви се налази дрвени олтарни триптих дубровачких сликара, из 16. века, са приказом Богородице, св. Кузме и Дамјана, св. Ивана Еванђелиста и Марије Магдалене.
Црква св. Влаха саграђена је у другој половини 14. века. Саградила је истоимена братовштина за време Дубровачке републике, на видном месту у Горњем Пјевору и посветила је свом заштитнику светом Влаху. Фасада има лунету и ружу прозора, округли мали пенђер у облику готичког четверолиста, која се наставља малим раставићем. Са стране су барокни пенђери и улаз подигнут са пет степеница. У цркви се још увек налазе почасне столице за кнеза, судије и угледнике. Клупе за народ су постављене у лађи и светишту попреко. После ластовске буне против републике (1602. — 1606) и враћањем острва под дубровачку власт, 1610. на главни олтар је постављена слика Антонија Сицурија са приказом св. Влаха, св. Кузме и Дамјана, св. Катарине и св. Себастијана. Године 1676. пропао је главни дрвени олтар и та је слика постављена на бочни олтар. Корчулански каменоресци су израдили нови олтар, на који је постављена слика св. Влаха са грбовима Републике, која је заборавила да дода било какав острвски симбол, показујући своју владарску доминацију. Кнез Мартолица Цријевић је обележио проширење цркве барокним натписом који је дао уградити у саму фасаду цркве.
Фумар, тј. димњак је специфична карактеристика ластовске куће. Грађени су на кућама или на приземним кухињама. При градњи је било важно да добро вуку, тј. извлаче дим из куће. Стога је у њиховој изградњи садржано сво локално знање о смеровима ветра, јер је било нарочито важно завршетак димњака поставити тако да запрече враћање дима на огњиште. Због тога су отвори увек испод раскошне круне по којој може да их се разликује. Ластовски фумари били су симболи статуса одређених породица у друштву, а данас су садржај општинског грба. Сматра се да је најстарији димњак данас онај у склопу ренесансне куће породице Биз-Антица. На круни му је ветруља на шаховници. На острву, поготово међу старијим кућама, ретко могу да се виде два слична димњака, сваки је другачији.

## Галерија
- Кнежев двор на Ластову
- Споменик погинулим борцима НОР-а
- Црква светог Кузме и Дамјана
- Црква светог Јосипа
- Мала црква свете Марије на Гржи
- Фумар, специфичан ластовски димњак